# Vítor Rodrigues
Pour les articles homonymes, voir Rodrigues (homonymie).
Vitor Hugo Rocha Rodrigues  (né le 9 mars 1986 à Fajões dans la municipalité d'Oliveira de Azeméis au Portugal) est un coureur cycliste portugais. 

## Biographie
Il se retrouve sans équipe en 2011.

## Palmarès
- 2002
  -  Champion du Portugal sur route cadets
  -  Champion du Portugal du contre-la-montre cadets
- 2004
  -  Champion du Portugal du contre-la-montre juniors
  - 3e du championnat du Portugal sur route juniors
- 2005
  - Circuit de Valpaços
  - 2e du Trophée Joaquim-Agostinho
  - 3e du championnat du Portugal du contre-la-montre espoirs
- 2006
  -  Champion du Portugal sur route espoirs
  - 4e étape du Grand Prix Abimota
- 2007
  - Grand Prix du Portugal  :
    - Classement général
    - 3e étape

  - Grand Prix Abimota :
    - Classement général
    - 1re étape
- 2008
  - Grand Prix du Portugal :
    - Classement général
    - 1re étape
- 2009
  - 1re étape du Grand Prix Abimota (contre-la-montre par équipes)

## Classements mondiaux
| Année            | 2005 | 2006 | 2007 | 2008 | 2009 | 2010 |
| ---------------- | ---- | ---- | ---- | ---- | ---- | ---- |
| UCI America Tour |      |      |      | 254e |      |      |
| UCI Europe Tour  | 299e | 410e | 135e | 255e |      | 602e |